# هربریند
هربریند (انگلیسی: Harebrained) شرکت بازی ویدئویی آمریکایی است، که در سال ۲۰۱۱ تأسیس شد.